# Sanford, Alabama
Sanford là một thị trấn thuộc quận Covington, tiểu bang Alabama, Hoa Kỳ. Dân số năm 2009 là 270 người, mật độ đạt 25 người/km².